# Appias lucasii
Appias lucasii är en fjärilsart som beskrevs av Wallace 1867. Appias lucasii ingår i släktet Appias och familjen vitfjärilar. Inga underarter finns listade i Catalogue of Life.